# أرسين مرجان
أرسين مرجان هو لاعب كرة قدم صربي في مركز الدفاع، ولد في 20 أكتوبر 1975 في كنين في كرواتيا. لعب مع أبولون ليماسول ونادي بارتيزان ونادي زيتا غلوبوفاك.

## وصلات خارجية
- أرسين مرجان على موقع عالم كرة القدم.نت (الإنجليزية)